# El Jacal, Tancítaro
El Jacal är en ort i Mexiko.   Den ligger i kommunen Tancítaro och delstaten Michoacán de Ocampo, i den södra delen av landet, 300 km väster om huvudstaden Mexico City. El Jacal ligger 1 563 meter över havet och antalet invånare är 217.
Terrängen runt El Jacal är kuperad åt nordost, men åt sydväst är den bergig. Runt El Jacal är det ganska tätbefolkat, med 72 invånare per kvadratkilometer. Närmaste större samhälle är Apatzingán, 17,8 km söder om El Jacal. I omgivningarna runt El Jacal växer huvudsakligen savannskog.